# 금수저 (드라마)
《금수저》는 2022년 9월 23일부터 2022년 11월 12일까지 방송되었던 MBC 금토 드라마로 HD3(본명 성현동) 작가의 네이버웹툰 《금수저》를 원작으로 극화한 드라마로 기획하였다. 네이버 웹툰 <금수저>는 2016년 6월 처음으로 연재되어 2018년 106회차로 연재가 끝나기까지 돈과 가족이란 주제에 대한 질문을 던지며 긍정적인 평가를 받았다.
제작사는 《열혈사제》, MBN 《우아한 가》, JTBC 《쌍갑포차》, SBS 《낭만닥터 김사부 2》 등으로 좋은 평가를 받은 삼화네트웍스로, 작품의 제작과 방영 일정은 2021년 드라마 라인업을 선보이면서 공개되었다. 2021년 하반기에 촬영되어 2022년 상반기에 방영하는 것으로 계획을 잡았다. 연출은 연모와 《또 오해영》을 제작한 송현욱이, 시나리오는 《겨울연가》를 집필하여 대한민국 외에서 좋은 평가를 받았던 김은희와 《총리와 나》를 집필한 윤은경 작가가 맡았다.

## 기획 의도
가난한 집에서 태어난 아이가 신비한 금수저를 우연히 얻게 된 이후, 부잣집에서 태어난 친구와 운명이 바뀌게 되면서 일어나는 이야기를 배경으로 한다.

## 제작진

### 제작사
- 삼화네트웍스
- 스튜디오N

### 제작
- 안제현
- 신상윤

### 극본
- 윤은경 : ( 영화 《늑대의 유혹》(각본), 영화 《신부수업》(각본), 영화 《두 번의 결혼식과 한 번의 장례식》(각본), KBS2 월화 미니시리즈 《겨울연가》(공동집필), KBS2 월화 미니시리즈 《여름향기》(공동집필), 《낭랑18세》(공동집필) 《총리와 나》(공동집필) 등 집필 ), KBS2 일요 청춘드라마 《알게 될거야》(공동집필), KBS2 월화 미니시리즈 《눈의 여왕》(공동집필), MBC 월화 미니시리즈 《밤이면 밤마다》(공동집필), KBS2 수목 미니시리즈 《아가씨를 부탁해》(공동집필)
- 김은희 : ( KBS2 월화 미니시리즈 《겨울연가》(공동집필), 《낭랑18세》(공동집필), KBS2 일요 청춘드라마 《알게 될거야》(공동집필), KBS2 월화 미니시리즈 《눈의 여왕》(공동집필) 《총리와 나》(공동집필) 등 집필 ), MBC 월화 미니시리즈 《밤이면 밤마다》(공동집필), KBS2 수목 미니시리즈 《아가씨를 부탁해》(공동집필)

### 연출
- 송현욱 : ( KBS 2TV 아침 드라마 《그 여자의 선택》(조연출), KBS 1TV TV 소설 《청춘예찬》(공동연출), KBS 2TV 주말특별기획드라마 《열혈 장사꾼》(공동연출), KBS 1TV 주말특별기획드라마 《전우》(공동연출), KBS 2TV 드라마스페셜 《화평공주 체중감량사》(연출), KBS 2TV 드라마스페셜 시즌 2 《기쁜 우리 젊은 날》(연출), 《82년생 지훈이》(연출), KBS 2TV 월화드라마 《브레인》(공동연출), 연작시리즈 시즌 2 《국회의원 정치성 실종사건》(연출), KBS 2TV 월화드라마 《해운대 연인들》(공동연출), KBS 2TV 드라마스페셜 시즌 4 《엄마의 섬》(연출), tvN 금토드라마 《연애말고 결혼》(연출), tvN 금토드라마 《슈퍼대디 열》(연출), tvN 월화드라마 《또 오해영》(연출), 《내성적인 보스》(연출), JTBC 월화드라마 《뷰티 인사이드》(공동연출), JTBC 금토드라마 《우아한 친구들》(공동연출), JTBC 금토드라마 《언더커버》(공동연출), KBS 2TV 월화드라마 《연모》(공동연출) 등 연출 )

- 이한준 : ( MBC 4부작 토요드라마 《이벤트를 확인하세요》(공동연출) 등 연출 )

## 등장인물

### 주요 인물
- 육성재 : 이승천 / 가짜 황태용 역 - 대한민국 대표 흙수저, 그래도 스타일은 짱. 알바천국_ 돈이면 뭐든. 꿈은 금수저. 주희의 연인.

- 이종원 : 황태용 / 가짜 이승천 역 - 대한민국 대표재벌 도신그룹의 후계자, 주희의 약혼자.

- 정채연 : 나주희 역(26세) - UBS 방송국 딸이자 태용의 약혼녀, 승천의 연인.

- 연우 : 오여진 역- 본명은 정나라, 연예인 뺨치는 미모에 성적도 1등급, 새침하고 도도한 매력의 오건설의 무남독녀 외동딸. 그보다 중요한 건 연기의 달인.

### 승천의 가족
- 최대철 : 이철 역 (†) - 승아와 승천의 아버지, 전직 만화 작가. 선혜의 남편. 현재는 등단 못한 웹툰 (예비)작가. 사망
- 한채아 : 진선혜 역 - 철의 아내, 승아와 승천의 어머니.
- 승유 : 이승아 역 - 승천의 누나, 철과 선혜의 딸. 청담동 헤어숍 [前] 어시스턴트 / [後] 디자이너.

### 태용의 가족
- 최원영 : 가짜 황현도 / 권요한 역 - 태용의 아버지, 도신그룹 회장. 영신의 남편.
- 손여은 : 서영신 역 - 태용의 새어머니, 황현도의 아내. 재벌가 딸. 피아니스트.
- 장률 : 서준태 역 (†) - 영신의 남동생, 현도의 처남. 원래는 권요한 과 서영신의 아들. 하버드 MBA 출신.
- 손우현 : 장문기 역 - 태용의 보디가드 겸 운전기사.

### 친구들
- 김강민 : 박장군 역 - 승천의 친구? 아니 웬수.
- 조덕회 : 박재돈 역 - 승천의 절친, 치킨 체인점 아들.
- 김은수 : 이동경 역 - 승천의 친구, 부모님은 공무원.
- 신주협 : 박진석 역(†) - 승천의 친구(특별 출연)

### 그 외의 인물
- 손종학 : 나상국 역 (†) - 주희의 아버지, UBS TV 회장.

- 장혁진 : 오 사장 역 - 여진의 아버지, 오건설 사장.

- 박주형 : 나금석 역 - 주희의 오빠 (2회)

- 김기두 : 안무인 역 - 승천의 집주인. 황금 부동산 컨설팅 사장 [대표]

- 전헌태 : 박장군의 아버지 역

- 조상기 : 용역사장 역

- 정수교 : 변 PD 역

- 이인혜 : 왕작가 역

- 김서하 : 성원 역 - 명성 호텔의 상무인 재벌 2세로 서준태의 친구이자 금수저들의 비밀 사교 클럽 ‘아미쿠스’의 일원이다. 외국어를 자유자재로 구사하는 것은 물론이고 발 빠른 정보력을 가지고 있다.

- 이동희 : 알렉스 부 역 - 수천억대의 자산가이지만 한옥 스타일의 음식점을 운영하며 검소하게 살아간다.

- 송유현 : 김나영 역 (†) - [故] 나상국 회장의 [前] 집사. 횡단보도를 건너며 나주희에게 사건의 진실을 말하려다 트럭에 치여 사망.

- 이용녀 : 무당 역 - 오여진의 결혼일을 잡기 위해 찾아온 오사장과 박장군에게 진짜 오여진이 죽었음을 알리며 둘을 혼란에 빠트린다.

- 미상 : 황태용의 생모 역

- 미상 : 하미연 역

- 김진만 : 형사 역

### 특별출연
- 송옥숙 : 금수저 할머니 역
- 나인우 : 황태용 집 정원사 역 (†)
- 홍정민 : 오여진 역 (†) 영문도 모른체 정나라가 되었다가 불쌍하게 죽은 인물.

## 시청률
최저 시청률과 최고 시청률은 시청률 조사회사와 지역별로 시청률에 차이가 있을 수 있습니다.
| 2022년 | 2022년    | 2022년         | 2022년         | 2022년       | 2022년 |
| 회차   | 방송일    | TNmS 시청률    | AGB 시청률     | AGB 시청률   |        |
| 회차   | 방송일    | 대한민국(전국) | 대한민국(전국) | 서울(수도권) |        |
| ------ | --------- | -------------- | -------------- | ------------ | ------ |
| 제1회  | 9월 23일  | 5.0%           | 5.4%           | 5.1%         |        |
| 제2회  | 9월 24일  | 5.9%           | 7.4%           | 6.9%         |        |
| 제3회  | 9월 30일  | -              | 5.5%           | 5.4%         |        |
| 제4회  | 10월 1일  | 4.6%           | 5.1%           | 4.5%         |        |
| 제5회  | 10월 7일  | 4.7%           | 5.9%           | 6.0%         |        |
| 제6회  | 10월 8일  | 4.8%           | 5.3%           | 5.3%         |        |
| 제7회  | 10월 14일 | 6.1%           | 6.1%           | 6.0%         |        |
| 제8회  | 10월 15일 | 4.2%           | 4.6%           | 4.1%         |        |
| 제9회  | 10월 21일 | 5.9%           | 7.8%           | 7.4%         |        |
| 제10회 | 10월 22일 | 4.6%           | 5.6%           | 5.3%         |        |
| 제11회 | 10월 28일 | 6.0%           | 7.8%           | 7.6%         |        |
| 제12회 | 10월 29일 | 3.6%           | 4.7%           | 4.7%         |        |
| 제13회 | 11월 4일  | 4.6%           | 5.5%           | 5.4%         |        |
| 제14회 | 11월 5일  | 3.9%           | 5.1%           | 4.9%         |        |
| 제15회 | 11월 11일 | -              | 5.2%           | 5.2%         |        |
| 제16회 | 11월 12일 | 5.4%           | 6.0%           | 6.0%         |        |

## 결방 사유 및 편성변경
- 2022년 11월 4일 : MBC 스포츠 2022년 한국시리즈 3차전 SSG 랜더스 VS 키움 히어로즈 중계방송 및 뉴스데스크 편성으로 인한 밤 11시로 편성 변경. (14회)

## 수상
- 2022년 MBC 연기대상 남자 신인상 (이종원)
- 2022년 MBC 연기대상 여자 신인상 (연우)
- 2022년 MBC 연기대상 미니시리즈 부문 남자 최우수연기상 (육성재)
- 2022년 MBC 연기대상 베스트 캐릭터상 (최원영)

## 참고사항
- 한채아, 손여은, 정채연 그리고 송현욱 PD는... 2021년에 방송된 KBS2 월화드라마 《연모》에 이어서 두번째로 호흡을 맞추게 되었다.

- 2002년도에 방송된 KBS2 월화드라마 《겨울연가》, 2003년도에 방송된 KBS2 월화 미니시리즈 《여름향기》, 2004년에 방송된 KBS2 월화 미니시리즈 《낭랑18세》, 2004년에 방송된 KBS2 일요 청춘드라마 《알게 될거야》, 2006년부터 2007년까지 방송된 KBS2 월화 미니시리즈 《눈의 여왕》, 2008년에 방송된 MBC 월화 미니시리즈 《밤이면 밤마다》, 2009년에 방송된 KBS2 수목 미니시리즈 《아가씨를 부탁해》, 2013년부터 2014년까지 방송된 KBS2 월화 미니시리즈 《총리와 나》 로 통산 9번째로 호흡을 맞추는 작품의 계기이자, 윤은경 작가와 김은희 작가가 8년만에 내놓는 신작이다.

- 최대철과 한채아는 2012년에 방송된 KBS2 수목드라마 《각시탈》 이후로 10년만에 재회하는 작품이며 2015에 방송된 KBS1 일일연속극 《당신만이 내 사랑》 이후로 7년만에 재회한다.

## 같이 보기
- 대한민국의 텔레비전 드라마 목록 (ㄱ)
- 2022년 대한민국의 텔레비전 드라마 목록